# Guglielmo II di Provenza
Guglielmo detto Guglielmo il Pio (982 circa – 1018) fu conte di Provenza dal 993 alla sua morte.

## Origine
Figlio del conte d'Avignone, conte di Provenza e marchese di Provenza, Guglielmo I e della prima moglie (come viene sostenuto dalle Europäische Stammtafeln, vol II, 187 (non consultate), Arsenda di Comminges (come risulta dal documento n° 598 del Cartoulaire de l'abbaye de Saint-Victor de Marseille, tome I, dell'aprile 970, in cui, Guglielmo e la moglie, la contessa Arsinda, fanno congiuntamente una donazione all'abbazia stessa) (ca.950- dopo il 979 anno in cui compare per l'ultima volta citata in un documento), che secondo lo storico Szabolcs de Vajay era figlia del conte Arnaldo di Comminges e della contessa Arsenda di Carcassonne. Sempre secondo Szabolcs de Vajay Arsenda era anche la sorella della viscontessa di Narbonne, Adelaide, che la cita nel suo testamento del 978 (documento n° 130 dell'Histoire Générale de Languedoc, Tome V, Preuves, Chartes et Diplômes.
Guglielmo I di Provenza era figlio del conte d'Arles, conte di Avignone e conte di Provenza, Bosone II di Provenza (come ci viene confermato dal documento n° 29 del Cartoulaire de l'abbaye de Saint-Victor de Marseille e di Costanza (come ci conferma il monaco e storico benedettino dell'Abbazia di Montmajour, Dom Chantelou, nel suo Histoire de Monmajour, Revue Historique de Provence, 1ère année, a pag. 37), che per numerosi storici era Constanza di Provenza (920/30-dopo il 963), la figlia del conte di Vienne, Carlo Costantino. Che Costanza sia la figlia di Carlo Costantino non v'è certezza. Secondo alcuni storici che sia la figlia di Carlo Costantino solo per il fatto di avere tale nome che in precedenza nella Provenza non era usato, mentre per altri che hanno confutato tale tesi in quanto in vari documento dell'abbazia di Cluny, si trovano donne con tale nome (il n° 45, il n° 390, il n° 530, il n° 582 e il n° 683), Costanza di Provenza era sorellastra di Carlo Costantino, figlia di suo padre Ludovico e la seconda moglie Adelaide.

## Biografia
Guglielmo viene citato ancora giovane in due documenti: per la prima volta, nel documento n° 1837 del Recueil des Chartes de l'Abbaye de Cluny, tome III inerente a una donazione fatta da suo padre, Guglielmo I, nell'agosto 990, all'abbazia di Cluny; nella seconda nel n° 153 dell'Histoire Générale de Languedoc, Tome V, Preuves, Chartes et Diplômes, del 992, in cui suo padre, Guglielmo I, fece una donazione all'abbazia di san Cesare di Arles controfirmata dall'altro conte di Provenza, il fratello, Rotboldo, la seconda moglie, Adelaide d'Angiò e Guglielmo, figlio di primo letto.
Nel 993, alla morte del padre, che si era ritirato in convento presso Avignone, mentre il titolo di marchese di Provenza andava allo zio Rotboldo II, a Guglielmo, ancora minorenne, andò il titolo di conte di Provenza, con la tutela dello zio, Rotboldo II, che mantenne il titolo di conte di Provenza che già aveva col fratello Guglielmo I
Verso il 1002, come testimonia il monaco cluniacense e cronista, Rodolfo il Glabro, Guglielmo II sposò Gerberga di Borgogna (?-1026), figlia del conte e duca Ottone I Guglielmo di Borgogna (958-1026) e di Ermentrude di Reims (950-?), Contessa di Mâcon e Besançon.
Nel 1005, Guglielmo II viene citato con lo zio Rotboldo II a cui è attribuito ancora il titolo di conte (anche se Guglielmo II era ormai da anni, maggiorenne), assieme alla matrigna, la contessa, vedova di suo padre, Guglielmo I, Adelaide d'Angiò, nel documento n° 15 del Cartoulaire de l'abbaye de Saint-Victor de Marseille, come artefice e controfirmatario alla stesura del regolamento dall'abbazia di Saint-Victor di Marsiglia.
Nel 1013, Guglielmo, con la moglie Gerberga ed il figlio primogenito, anche lui di nome Guglielmo, fece una donazione all'abbazia di Saint-Victor di Marsiglia.
Nel 1014 Guglielmo venne scomunicato da Papa Benedetto VIII.
Morì nel 1018, durante l'assedio del castello di Fos-sur-Mer, in cui era impegnato, per cercare di riportare all'ordine il visconte di Fos, il quale gli si era ribellato e rifiutava di riconoscersi suo vassallo. 
Gli successero i figli Guglielmo IV, Folco Bertrando I e Goffredo I. Dopo la morte di Guglielmo la moglie Gerberga fece due donazioni, in suffragio dell'anima del marito. la prima, in quello stesso anno, coi tre figli e la matrigna del marito, Adelaide; la seconda, l'anno dopo, coi tre figli.

## Discendenza
Dal matrimonio con Gerberga nacquero tre figli:
- Guglielmo[22] (ca. 1003- ca.1030), conte di Provenza.
- Folco Bertrando[22] (?-1054), conte di Provenza.
- Goffredo[22] (?-1063), conte di Provenza.

## Ascendenza
|                          |   |                            | Genitori |  |  | Nonni |  |  | Bisnonni               |  |  | Trisnonni      |  |
|                          |   |                            |          |  |  |       |  |  | Rotboldo I di Provenza |  |  | Bosone d'Arles |  |
|                          |   |                            |          |  |  |       |  |  | Rotboldo I di Provenza |  |  | Bosone d'Arles |  |
|                          |   | …                          |          |  |  |       |  |  | Rotboldo I di Provenza |  |  |                |  |
| Bosone II di Provenza    |   |                            |          |  |  |       |  |  | Rotboldo I di Provenza |  |  |                |  |
|                          |   | …                          | …        |  |  |       |  |  |                        |  |  |                |  |
|                          |   | …                          | …        |  |  |       |  |  |                        |  |  |                |  |
|                          |   | …                          | …        |  |  |       |  |  |                        |  |  |                |  |
| Guglielmo I di Provenza  |   | …                          |          |  |  |       |  |  |                        |  |  |                |  |
|                          |   | Carlo Costantino di Vienna | …        |  |  |       |  |  |                        |  |  |                |  |
|                          |   | Carlo Costantino di Vienna | …        |  |  |       |  |  |                        |  |  |                |  |
|                          |   | Carlo Costantino di Vienna | …        |  |  |       |  |  |                        |  |  |                |  |
| Costanza di Vienna       |   | Carlo Costantino di Vienna |          |  |  |       |  |  |                        |  |  |                |  |
|                          |   | Thiberge de Troyes         | …        |  |  |       |  |  |                        |  |  |                |  |
|                          |   | Thiberge de Troyes         | …        |  |  |       |  |  |                        |  |  |                |  |
|                          |   | Thiberge de Troyes         | …        |  |  |       |  |  |                        |  |  |                |  |
| Guglielmo II di Provenza |   | Thiberge de Troyes         |          |  |  |       |  |  |                        |  |  |                |  |
|                          | … | …                          |          |  |  |       |  |  |                        |  |  |                |  |
|                          | … | …                          |          |  |  |       |  |  |                        |  |  |                |  |
|                          | … | …                          |          |  |  |       |  |  |                        |  |  |                |  |
| Arnaldo di Comminges     | … |                            |          |  |  |       |  |  |                        |  |  |                |  |
|                          |   | …                          | …        |  |  |       |  |  |                        |  |  |                |  |
|                          |   | …                          | …        |  |  |       |  |  |                        |  |  |                |  |
|                          |   | …                          | …        |  |  |       |  |  |                        |  |  |                |  |
| Arsenda di Comminges     |   | …                          |          |  |  |       |  |  |                        |  |  |                |  |
|                          |   | …                          | …        |  |  |       |  |  |                        |  |  |                |  |
|                          |   | …                          | …        |  |  |       |  |  |                        |  |  |                |  |
|                          |   | …                          | …        |  |  |       |  |  |                        |  |  |                |  |
| Arsenda di Carcassonne   |   | …                          |          |  |  |       |  |  |                        |  |  |                |  |
|                          |   | …                          | …        |  |  |       |  |  |                        |  |  |                |  |
|                          |   | …                          | …        |  |  |       |  |  |                        |  |  |                |  |
|                          |   | …                          | …        |  |  |       |  |  |                        |  |  |                |  |
|                          |   | …                          |          |  |  |       |  |  |                        |  |  |                |  |

### Fonti primarie
- (LA)  Cartoulaire de Marseille Saint-Victor Tome II.
- (LA)  Cartoulaire de Marseille Saint-Victor Tome I.
- (LA)  Recueil des Chartes de l'Abbaye de Cluny, tome I.
- (LA)  Recueil des Chartes de l'Abbaye de Cluny, tome III.
- (LA)  Histoire Générale de Languedoc, Tome V, Preuves, Chartes et Diplômes.
- (LA)  Rodulfi Glabri Historiarum Libri Quinque.

### Letteratura storiografica
- C. W. Previté-Orton, "L'Italia nel X secolo", cap. XXI, vol. II (L'espansione islamica e la nascita dell'Europa feudale) della Storia del Mondo Medievale, 1979, pp. 662–701.
- Louis Halphen, La Francia nell'XI secolo, in «Storia del mondo medievale», vol. II, 1979, pp. 770–806
- Louis Halphen, Il regno di Borgogna, in «Storia del mondo medievale», vol. II, 1979, pp. 807–821